# Bazarella ignaci
Bazarella ignaci és una espècie d'insecte dípter pertanyent a la família dels psicòdids que es troba a la Xina: Henan.